# 双葉町 (福島県双葉郡旧上岡村)
双葉町（ふたばまち）は、昭和30年（1955年）まで福島県双葉郡の中部に存在していた町。現在の双葉郡富岡町西部にあたる。
本項において記述する双葉町は、昭和25年（1950年）に双葉郡上岡村（かみおかむら）が町制施行及び名称を変更して、双葉郡双葉町となり、昭和30年（1955年）まで存続した町である。
昭和30年（1955年）に双葉郡富岡町及び双葉町が合併して、改めて双葉郡富岡町が発足しており、
翌昭和31年（1956年）に双葉郡標葉町から名称を変更した現存する双葉郡双葉町とは全く別個の自治体である。

## 地理
- 山：大倉山 (593m)

## 沿革
- 1889年（明治22年）4月1日 - 町村制の施行により、上手岡村、本岡村及び大菅村の区域をもって、楢葉郡上岡村が発足する。
- 1896年（明治29年）4月1日 - 郡の統合により双葉郡に所属[1]。
- 1950年（昭和25年）6月1日 - 町制施行して、双葉町となる。
- 1955年（昭和30年）3月31日 - 富岡町及び双葉町が合併して、改めて富岡町が発足する。

## 行政
- 歴代上岡村長

| 代 | 氏名         | 就任                       | 退任                       | 備考 |
| -- | ------------ | -------------------------- | -------------------------- | ---- |
| 1  | 石山佐一郎   | 明治22年（1889年）7月19日  | 明治26年（1893年）4月14日  |      |
| 2  | 猪狩富次郎   | 明治26年（1893年）8月12日  | 明治26年（1893年）8月28日  |      |
| 3  | 渡辺安左ェ門 | 明治26年（1893年）11月8日  | 明治28年（1895年）12月28日 |      |
| 4  | 猪狩富次郎   | 明治29年（1896年）1月25日  | 明治30年（1897年）3月22日  | 再任 |
| 5  | 遠藤酉太郎   | 明治30年（1897年）4月15日  | 明治31年（1898年）11月25日 |      |
| 6  | 皆川干城     | 明治32年（1899年）2月25日  | 明治36年（1903年）8月16日  |      |
| 7  | 坂本源助     | 明治36年（1903年）8月28日  | 明治37年（1904年）1月8日   |      |
| 8  | 皆川干城     | 明治37年（1904年）1月20日  | 明治41年（1908年）3月28日  | 再任 |
| 9  | 遠藤清次郎   | 明治41年（1908年）6月17日  | 明治42年（1909年）4月13日  |      |
| 10 | 皆川干城     | 明治42年（1909年）4月22日  | 大正10年（1921年）5月12日  | 三任 |
| 11 | 猪狩元近     | 大正11年（1922年）5月23日  | 大正13年（1924年）5月31日  |      |
| 12 | 三瓶粂松     | 大正13年（1924年）8月30日  | 昭和4年（1929年）1月15日   |      |
| 13 | 山田六郎     | 昭和4年（1929年）1月26日   | 昭和12年（1937年）4月10日  |      |
| 14 | 坂本梅吉     | 昭和12年（1937年）10月28日 | 昭和16年（1941年）10月27日 |      |
| 15 | 山田六郎     | 昭和17年（1942年）7月11日  | 昭和21年（1946年）5月30日  | 再任 |
| 16 | 遠藤直衛     | 昭和21年（1946年）8月6日   | 昭和22年（1947年）3月8日   |      |
| 17 | 白土一郎     | 昭和22年（1947年）4月8日   | 昭和25年（1950年）5月31日  |      |

- 歴代双葉町長

| 代 | 氏名       | 就任                      | 退任                      | 備考 |
| -- | ---------- | ------------------------- | ------------------------- | ---- |
| 1  | 白土一郎   | 昭和25年（1950年）6月1日  | 昭和26年（1951年）4月5日  |      |
| 2  | 大和田嘉績 | 昭和26年（1951年）4月22日 | 昭和30年（1955年）3月30日 |      |

## 教育
- 双葉町立双葉小学校
  - 双葉町立双葉小学校滝川分校
  - 双葉町立双葉小学校赤木分校
- 双葉町立双葉中学校

## 交通

### 鉄道
- 国鉄常磐線：夜ノ森駅

### 道路
- 国道6号